# 藤森义明
藤森义明（英語：Yoshiaki "Fuji" Fujimori, 1951年—）是一位日本企业家。

## 生平
1951年出生于日本东京都，1975年毕业于东京大学石油工程专业，毕业后进入日商岩井公司（现双日），1986年进入通用电气担任业务经理，1988年进入位于美国密尔沃基的GE医疗全球总部任职，1997年重返日本担任GE医疗亚洲区副总裁，2001年担任GE塑料首席执行官，2003年升迁为通用电气亚洲区首席执行官，2004年获得卡内基·梅隆大学工商管理硕士学位。2005年担任GE理财高级副总裁，2009年升迁为通用电气日本总裁。2011年担任骊住首席执行官。在其全球化战略背景下先后收购竞争对手美国标准品牌和德国高仪集团。
此外他还担任东京电力、武田藥品工業、东芝、波士顿科学和甲骨文公司董事。